# Аббатство Сен-Пьер
Аббатство Сен-Пьер (фр. Abbaye Saint-Pierre de Moissac) — бывший католический монастырь, расположенный в коммуне Муассак департамента Тарн и Гаронна региона Юг — Пиренеи Франции. Аббатство включено в первоначальную редакцию списка исторических памятников Франции от 1840 года. С 1998 года оно включено в список объектов Всемирного наследия как один из пунктов пути Святого Иакова во Франции.
Основанное в VII веке, аббатство было в 1047 году подчинено могущественному аббатству Клюни и стало к XII веку самым значительным монастырским центром юго-востока Франции. В 1644—1661 годах коммендаторами здесь были кардиналы Джулио Мазарини и де Бриенн.
С точки зрения архитектуры интересны клуатр аббатства (ок. 1100), являющийся замечательным примером смешения романского и готического стилей, и тимпан южного портала (XII век). Тимпан изысканно и разнообразно украшен рельефами на сюжеты Откровения Иоанна Богослова. На территории исторического комплекса ныне работают два музея — духовного искусства (в капитулярной зале) и традиционного народного искусства (в аббатском дворце).

## История

### Ранняя история
Согласно существовавшей в аббатстве легенде, оно было основано лично Хлодвигом в 506 году на следующий день после одержанной здесь над вестготами победы. Король франков, давший обет основать монастырь в случае своей победы, воткнул на вершине холма свой дротик, отмечая то место, где будет построено «аббатство с тысячей монахов» в память о тысяче его погибших воинов. По другой версии, он воткнул дротик посреди болота, что положило начало постройки свайного основания. По другой традиции, распространённой в народе, Хлодвиг действовал под влиянием божественного видения. Некоторым подтверждение версии о болоте может служить высокая влажность в подвале церкви аббатства, привёдшая к искажению барельефов романского портала.
В действительности, хотя в Муассаке можно обнаружить следы римского присутствия, классические колонны, монеты, черепки и фрагменты кладки, его можно рассматривать как один из многих монастырей, основанных в Аквитании в VII веке при поддержке меровингских королей, таких как Дагоберт I, и под влиянием известного художественным вкусом и склонностью к аскетизму епископа Каора Дидье (630—655). таким образом, можно считать, что в том виде, в котором оно известно нам, аббатство появилось в середине VII века. Его владения существенно приумножились в 680 году в результате дара некоего Нисезия (лат. Nizezius), включавшего земли, рабов и церкви. Привилегия королевской защиты была возобновлена в начале IX века Людовиком Благочестивым, в то время королём Аквитании и, вскоре после этого, графами Тулузы.
Однако положение города на важном пути, сухопутном и речном, связывающем Бордо и Тулузу, делало его уязвимым для вторжений. Муассак был дважды разграблен арабами из Аль-Андалуса — в первый раз, когда они осадили Тулузу, и второй, после поражения при Пуатье в 732 году. Век спустя он был опустошён норманнами, поднявшимися по Гаронне, а затем венграми.
Восстановленное аббатство подверглось опустошительному пожару в 1030 году.

### В конгрегации Клюни

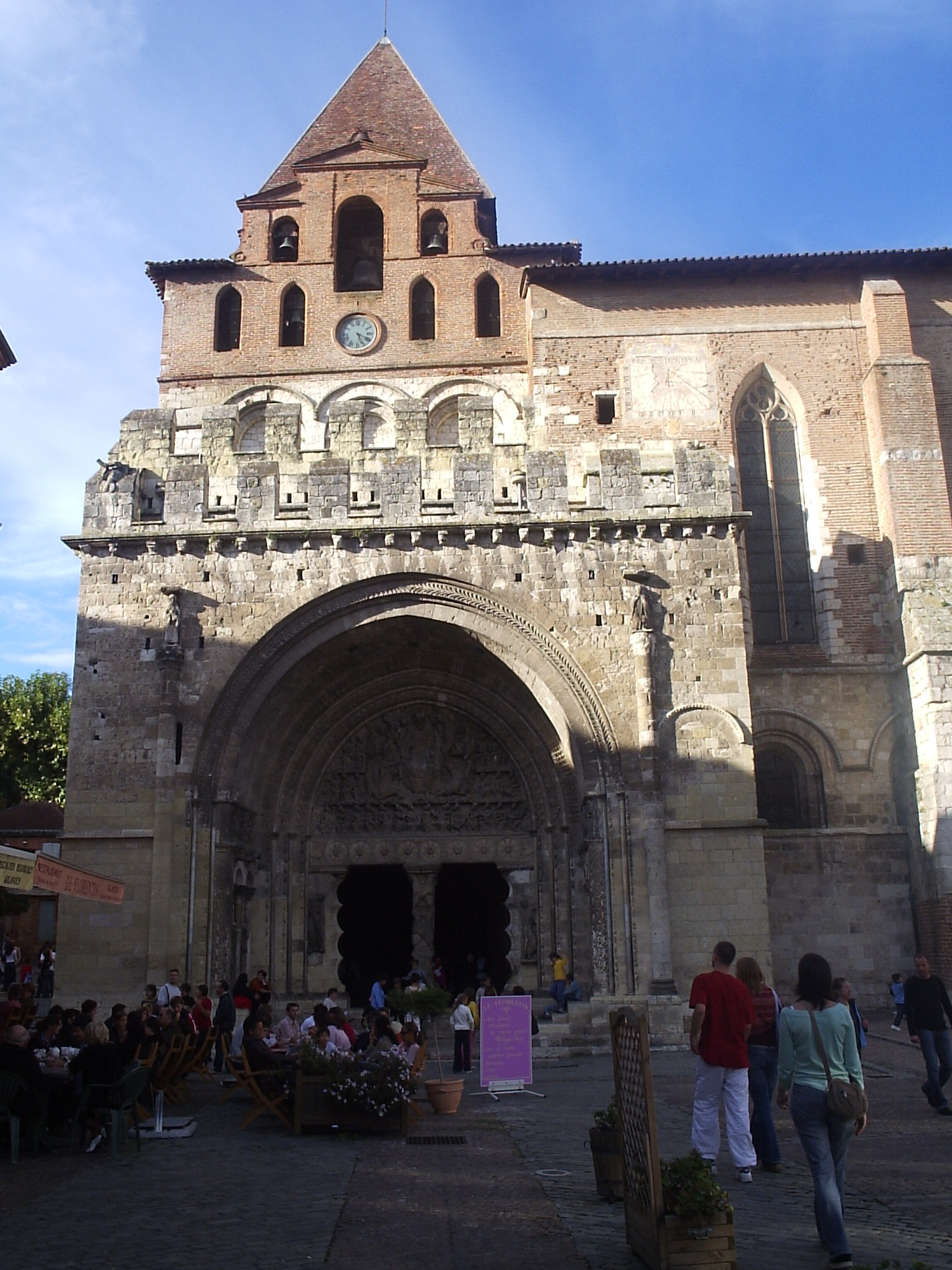
Южный портал аббатства

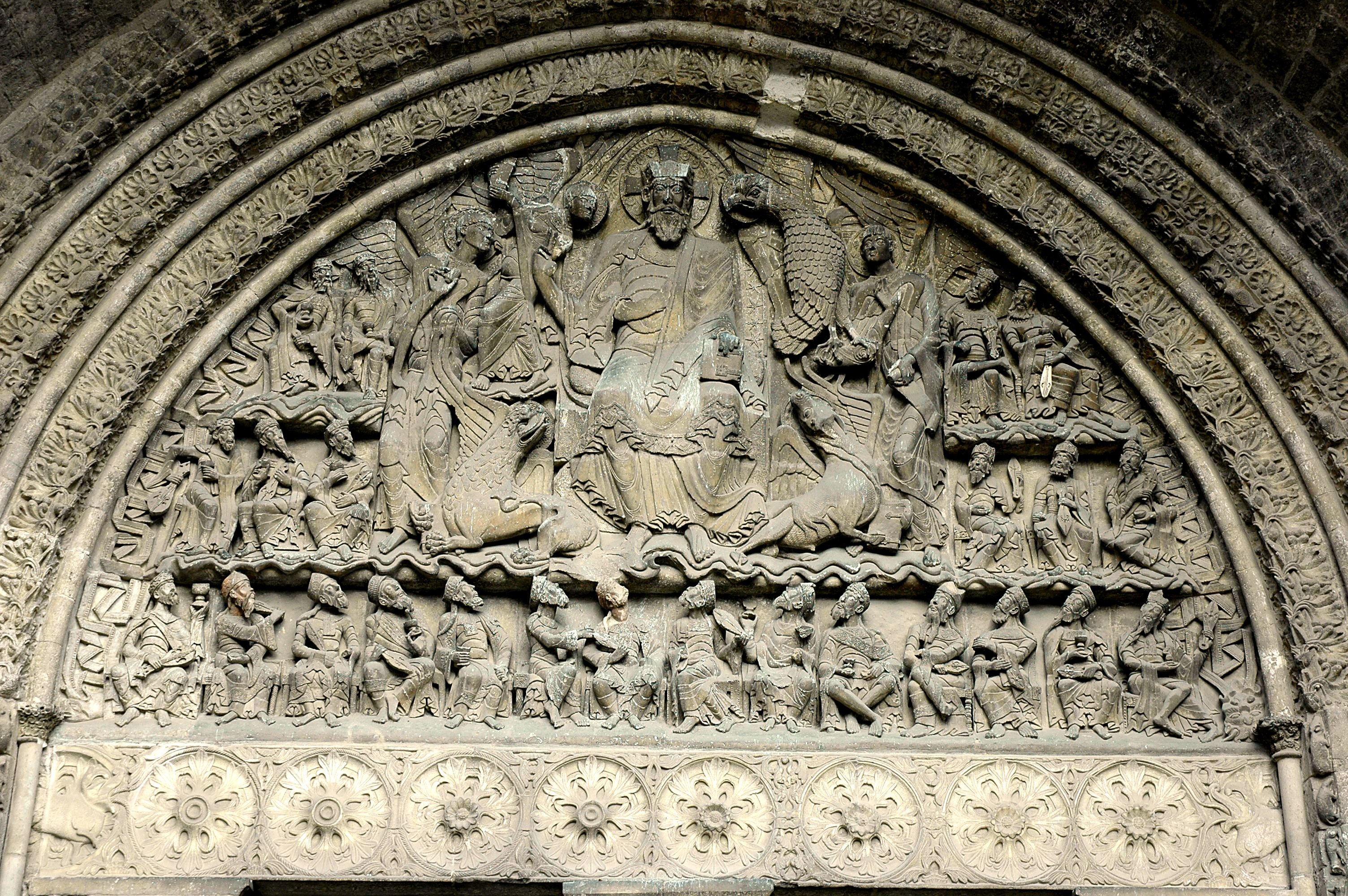
Тимпан южного портала

В 1047, будучи в Муассаке проездом, Одилон Клюнийский, разочарованный обнаруженным им расхождением между предписываемым бенедиктинским монахам поведением и реальным положением дел, поставил во главе аббатства Дурана Бредонского (1048—1072). При предыдущем аббате Этьенне монахи отошли от принципов ручного труда и земледелия, ослабла дисциплина. Этот прелат был назначен благодаря поддержке местного феодала Гобера и вместе они расхищали имущество аббатства. При аббате Дуране похищенное было возвращено; при нём же была построена и освящена в 1063 году новая церковь. Этот же аббат, бывший также епископом Тулузы, выбрал Муассак в качестве основного этапа пути Святого Иакова, что положило начало золотому веку в истории аббатства. Его владения были по всему лангедокскому югу, вплоть до Испании. При преемниках дома Дурана владения аббатства расширялись, а само оно становилось участником конфликта с соседними светскими и церковными феодалами.
При аббате Анскитиле (фр. Ansquitil) в 1115 году был возведён клуатр, а освящение главного алтаря провёл папа Урбан II. При его преемнике, преподобном Роже (1115—1131), была построена купольная церковь, в стиле церквей Каора и Суийяка. Благодаря ему же в 1135 году появились паперть с башней (фр. tour-porche) и портал с тимпаном. XII век стал временем наибольшего процветания аббатства, земли которого находились в Перигоре, Руссильоне и Каталонии. В иерархии Клюни Муассак занимал второе место. Монахи аббатства были скорее строителями, чем копиистами или богословами, хотя в библиотеке аббатства хранились и редчайшие рукописи (в частности, единственная известная рукопись «De mortibus persecutorum» Лактанция).
В 1188 году город пострадал от пожара, затем город безуспешно осаждали англичане. Во время крестового похода против альбигойцев земли аббатства были разграблены. Усилиями деятельных аббатов конца XIII века ущерб частично был компенсирован, но их деятельность была сведена на нет Столетней войной. Бесчинства Больших компаний усугубили последствия от эпидемии чумы. К концу XV века буря улеглась, и в годы правления Омери де Рокемореля (1431—1449) и Пьера де Карменя (1449—1483) аббатство почти полностью было восстановлено, в том числе построены готическая часть церкви, навершия многочисленных стен и своды.
В 1625 году аббатство было секуляризовано, что привело к его запустению. В 1790 году оно было упразднено и продано патриотическому гражданину, который передал городу церковь и клуатр в октябре 1793 года. Во время беспорядков того же периода аббатство было разграблено. Во время Первой империи здесь располагались гарнизон и фабрика по производству пороха. Однако то, что не разрушили солдаты и мятежи, могло быть разрушено при постройке железной дороге, которая должна была пройти прямо через клуатр. Протесты местных жителей не смогли предотвратить частичного разрушения аббатства, но большую часть оставшихся сооружений удалось сохранить.